# Louis Hémon
Louis Hémon (wym. [lui emɔ̃]; ur. 12 października 1880 w Breście, zm. 8 lipca 1913 w Chapleau) – francuski pisarz.
Swoją sławę zawdzięcza głównie powieści Maria Chapdelaine (w Polsce wydanej pod tytułem Dom na polanie. Opowieść o Marii Chapdelaine), nad którą pisarz pracował od 1912 do 1913 roku w Québecu i którą wydano po jego tragicznej śmierci, początkowo w Paryżu, gdzie publikowano ją w formie felietonu od 1914, a później, w 1916, także w Québecu, gdzie opublikowano ją jako wolumin zawierający całość dzieła; ostateczną wersję nadał książce dom wydawniczy Grasseta. Utwór odniósł znaczący sukces, a Louisa Hémona, za sprawą jego mitycznych opisów życia skromnych chłopów zajmujących się karczowaniem ziem Québecu progu XX w., po dziś dzień uważa się za symbolicznego pisarza Kanady francuskojęzycznej. Bardzo często nazwisko jego wymieniane jest zresztą w listach pisarzy francusko-kanadyjskich, jakkolwiek można to uznać za pewne nadużycie, gdyż w Kanadzie mieszkał przez zaledwie niecałe dwa lata (od października 1911 do lipca 1913).

## Życiorys

### Dzieciństwo i młodość
Louis Hémon urodził się w Bretanii, w rodzinie należącej do elity republikańskiej, jako ostatnie dziecko Luizy z domu Le Breton i Feliksa Hémona; miał dwoje rodzeństwa: Feliksa i Marię. Ojciec ukończył École normale supérieure i otrzymał dyplom w dziedzinie literatury klasycznej. Był żarliwym republikaninem, a jego poglądy ukształtowały się pod wpływem lektury wierszy zawartych w Chłoście, z której autorem, Wiktorem Hugo, korespondował. Talent profesora Hémona został doceniony przez Akademię Francuską, która w 1878 swoją coroczną nagrodę za elokwencję przyznała właśnie jemu, w dowód uznania dla dzieła Éloge de Buffon. W 1882 Feliks Hémon opuścił rodzinną Bretanię, by z przyczyn służbowych osiąść w Paryżu. Dwuletni naonczas Louis dzieciństwo i młodość spędzić miał w Paryżu.
Po ojcu, autorze Cours de littérature, który w przeciągu roku objął posadę szefa gabinetu Armanda Fallières’a w ministerstwie edukacji, by następnie zostać mianowanym inspektorem generalnym, syn odziedziczył pewien gust literacki. Młody Louis, podobnie jak ojciec, doceniał Hugo i chętnie go czytywał, ale oddawał się również lekturze autorów mniej klasycznych: Verlaine’a, Maupassanta, Kiplinga. Lubił sport, czego dowodem jest mnogość dyscyplin, jakie uprawiał: biegi, rugby, kajakarstwo, pływanie i boks. Uczęszczał do liceów Charlemagne i Louis-le-Grand, jednak szkoła go nie pasjonowała. W swoim autoportrecie opublikowanym w numerze dziennika sportowego Le Vélo podsumował ją słowami: „mętna młodość – dziesięć lat w ponurym liceum – nauka bez blasku – wszelka wojowniczość niknie w obliczu powolnej opresji greki”. Studiując na Sorbonie, uczył się języka wietnamskiego w nadziei, że pewnego dnia uda się na Daleki Wschód. Otrzymawszy dyplom, odbył obowiązkową służbę wojskową w Chartres, która nie podobała mu się nie mniej niż nauka. Nie poszedł w ślady starszego brata, oficera marynarki, który w 1902, w trakcie powrotu z kampanii w Kochinchinie, zmarł niespodziewanie na tyfus. Pisarzowi zaproponowano czynny udział w akcji kolonizacyjnej, jednak z uwagi na fakt, iż skierowano go do Algierii, a nie na Daleki Wschód, który tak go pociągał, postanowił udać się do Londynu, rezygnując tym samym, ku wielkiemu niezadowoleniu rodziny, z oferowanego mu wyjazdu, a także z kariery dyplomatycznej.

### Pobyt w Londynie

#### Od kronikarza sportowego do pisarza
Louis Hémon pracował w brytyjskiej stolicy jako reprezentant marki Ripolin zajmującej się produkcją farb. Pociąg do pisarstwa odkryć w sobie pozwolił mu sport. W istocie, w świat literatury wstąpił poprzez czasopisma sportowe, szczególnie dziennik Le Vélo, w którym 1 stycznia 1904 został opublikowany tekst jego autorstwa noszący tytuł La Rivière, nagrodzony główną nagrodą w konkursie wiadomości organizowanym przez gazetę. Od tego czasu Louis Hémon pełnił rolę londyńskiego korespondenta Le Vélo i regularnie publikował kroniki sportowe, ale także opowiadania. W kronikarzu sportowym ujawnił się pisarz. Celem zapewnienia sobie utrzymania imał się różnych prac związanych z żywnością, które niespecjalnie go wprawdzie interesowały, ale pozwoliły mu przyjrzeć się różnorakim postaciom, jakie napotykał podczas podróży jako przedstawiciel handlowy, a także kolegom, których odwiedzał w biurach. Jedynym, co się dla niego odtąd liczyło, było pisanie.

#### Pisarz z Londynu
Louis Hémon szybko porzucił tematy sportowe, by skupić się na opisywaniu bieżących wydarzeń angielskiej stolicy. Ukazanie jej nędzy umożliwiło mu wprawne obserwowanie East Endu, dzielnicy zamieszkiwanej przez biedotę. Relatywnie długa nowela, Lizzie Blakeston, publikowana w paryskim Le Temps w formie felietonu od 3 do 8 marca 1908, dała niejako dowód ewolucji pisarza, odtąd gotowego na pisanie dłuższych dzieł. Jego pierwsza powieść, Colin-Maillard, sądząc po wydarzeniach politycznych, jakie opiewa, została napisana w latach 1908–1909; kolejne dwie to Battling Malone, pugiliste, poświęcona boksowi, oraz Monsieur Ripois et la Némésis, wyraźnie inspirowana Bel-Ami Maupassanta.
W tej ostatniej autor opowiada o życiu Amadeusza Ripois, ubogiego Francuza zatrudnionego w londyńskim banku, który pragnie zrealizować powzięty przez siebie cel, jakim jest przeżycie możliwie największej ilości miłosnych uniesień. Do swoich związków odnosi się zawsze cynicznie, ale wiele ma się zmienić za sprawą Elli. Gdy Ella oświadcza mu, że nosi w łonie jego dziecko, mężczyzna ucieka się do starej, sprawdzonej metody: znika w wielkim Londynie. Tymczasem kolejna porażka w życiu miłosnym, ale i zawodowym, każe mu wrócić do Elli, jednak jest już za późno, gdyż, jak się dowiaduje, zginęła ona w wypadku. Ripois jest skazany na życie w goryczy, jako że swoją pierwszą prawdziwą miłość poczuł do nieboszczki (stąd tytułowe nawiązanie do Nemezis). Na podstawie książki René Clément wyreżyserował jeden ze swoich najlepszych filmów.

#### Londyn, miłość i wyjazd do Kanady
Louis Hémon utrzymywał intymne relacje z młodą kobietą pochodzenia irlandzkiego, Lidią O’Kelly, która wedle relacji jej siostry zrobiła wszystko, co było w jej mocy, by uwieść pisarza. Młody Hémon utrzymywał związek w tajemnicy i postanowił zataić narodziny swej córki, Lidii Kathleen, która na świat przyszła 12 kwietnia 1909, przed swoją rodziną, zgoła niepotrafiącą pojąć sensu tak niewygodnej relacji. Aby ochronić Lidię, zdecydował się poczynić kłamliwą deklarację, jakoby miał się z nią ożenić. Hémon, podobnie jak Maupassant, pisarz, który był dla niego wzorem, nie chciał się pobierać. Jego awersja do instytucji małżeństwa była tak silna, że kiedy umarł, jego siostra Maria mylnie przypisała mu autorstwo noweli Kiplinga, jego ulubionego angielskiego pisarza, zatytułowanej In the pride of youth i opowiadającej historię zgubnego małżeństwa, którą to nowelę Hémon przełożył na francuski. Nowelę nieomal opublikowano w La Belle que voilà; po śmierci Hémona, w 1923, pojawiła się za to w Revue de France pod tytułem Dans l’orgueil de son âge. Lidia O’Kelly zapadła na ciężką chorobę psychiczną i została hospitalizowana wkrótce po połogu. Louis Hémon powierzył dziecko tymczasowej opiece pani Phillips, siostrze swojej koleżanki. Lidia jednak nie wyzdrowiała: pozostała w szpitalu psychiatrycznym w Hanwell aż do kresu swych dni. Spędziwszy osiem lat w Londynie, gdzie, jak mu się wydawało, donikąd nie doszedł, postanowił wyjechać do Kanady. Opuścił Anglię w 1911, kiedy jego córka miała dwa lata. Nie wiedział wówczas, że nie będzie mu już nigdy dane ujrzeć ani dziecka, ani partnerki.

### Pobyt w Québecu

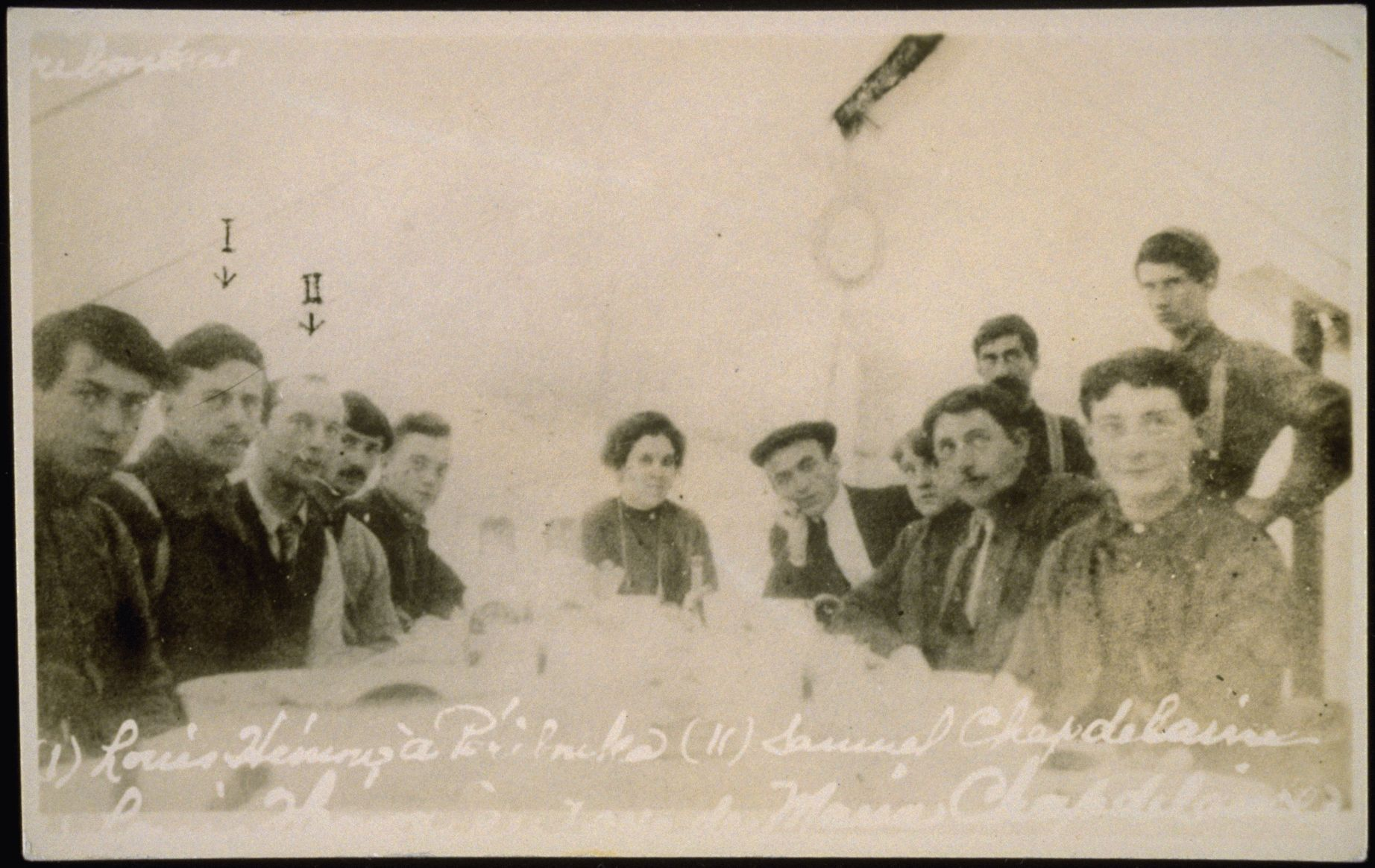
Louis Hémon (drugi od lewej), Samuel Bédard i inni przy stole w Péribonce

Po pobycie w mieście Québec za cel obrał Montreal, gdzie zarabiał na życie jako przedstawiciel firmy ubezpieczeniowej, pisząc jednocześnie parę artykułów o Kanadzie skierowanych do Europejczyków. 15 czerwca 1912 opuścił Montreal, by udać się do regionu Saguenay–Lac-Saint-Jean, dość jeszcze dzikiego, o którym w czasie podróży opowiadał mu ksiądz będący jego współpasażerem. Najpierw osiada w La Tuque, potem w Robervalu nad Jeziorem Św. Jana, które planował obejść (co wiązałoby się z pieszą wycieczką o dystansie ponad 100 km), jednak w Péribonce napotkał Samuela Bédarda, który zaoferował mu pracę parobka. Pracował na farmie aż do sierpnia, po czym zajął się prowadzeniem prac mierniczych na północnym wybrzeżu jeziora. W oczach członków tamtejszej społeczności uchodził za dziwoląga, pracował bowiem za darmo, mówił niewiele, w ręce wiecznie trzymał notes, a na dodatek nie uczestniczył we mszach, a jedynie czekał na parafian przed wejściem do kościoła. Opuściwszy Péribonkę i farmę Bédardów 28 grudnia 1912 r., przemieścił się na przeciwległe wybrzeże Jeziora Saint-Jean, do Saint-Gédéon, aby na stronicach swojego notesu napisać pierwotną wersję Marii Chapdelaine.
Na początku kwietnia 1913 powrócił do Montrealu i podjął pracę tłumacza w firmie Lewis Brothers Limited. Do pracy przychodził skoro świt, by na maszynie pracodawcy pisać swą powieść. 26 czerwca wysłał ją do gazety Le Temps, która na swoich łamach zamieściła ją w 21 częściach, publikując jedną część dziennie od 27 stycznia do 19 lutego 1914
W międzyczasie opuścił Montreal i wyjechał do Kanady Zachodniej, gdzie pragnął wziąć udział w żniwach. Zatrzymał się w Chapleau, gdzie 8 lipca 1913 r. w wieku 32 lat wraz z australijskim współtowarzyszem zginął na skutek potrącenia przez pociąg. Okoliczności wypadku nie zostały dostatecznie dobrze opisane.

### Pośmiertny sukces
Jego powieść została opublikowana w formie felietonu w Le Temps (patrz wyżej), ale nie cieszyła się zbytnią popularnością. W 1916, w nieco ocenzurowanej wersji, wydano ją w Montrealu dzięki działaniom Louvigny de Montigny’ego, jak również ojca Hémona i subwencji rządu Québecu. W 1921 powieść trafiła do szerszej publiki za sprawą młodego wydawcy Grasseta. Odniosła znaczący sukces, sprzedając się w wielu egzemplarzach. Ostatecznie wydano również inne powieści Hémona. Colin-Maillard (1924) opiewa irlandzką rewoltę; Battling Malone (1926) opisuje karierę irlandzkiego boksera; Monsieur Ripois et la Némésis (1950) opisuje perypetie Francuza wykorzystującego kobiety, by piąć się po drabinie społecznej. Akcja tych trzech powieści, różniących się znacznie od Marii Chapdelaine, opiera się na konfliktach społecznych i wskazuje na zainteresowanie autora niższymi klasami.
Wydanie Monsieur Ripois et la Némésis celowo opóźniano, aby jak najdłużej zachował się wizerunek młodego człowieka z dobrej rodziny, jaki przypisywany był Louisowi Hémonowi. Jego krewni fałszowali prawdziwą tożsamość pisarza: przedstawiali go jako symbol dobrych tradycji, podczas gdy w rzeczywistości odcinał się on od burżuazyjnych korzeni; jako przykładnego katolika, pomimo że nie praktykował; jako lokalnego patriotę kochającego Bretanię i Francję, choć tej pierwszej praktycznie nie znał, a drugą chyżo opuścił. Ponadto wiązano go z ojcem uchodzącym za jedną z najważniejszych figur ówczesnego życia kulturalnego Francji. Jego córka, Lidia Kathleen, została adoptowana przez siostrę Louisa, żyjącą strażniczkę pamięci o bracie. Zatajono przed nią ponure fakty dotyczące dzieciństwa, to jest porzucenie przez ojca i zamknięcie matki w szpitalu dla umysłowo chorych.
Powieść Maria Chapdelaine początkowo została przyjęta dość chłodno, ale ostatecznie ją doceniono. Uznanie dla dzieła wyraziły m.in. Kościół Katolicki i inteligencja Québecu.
Maria Chapdelaine doczekała się bardzo wielu wydań (na stan obecny dwustu pięćdziesięciu), kilku tłumaczeń na inne języki, bogatych ilustracji (przykładowi ilustratorzy to: Suzor-Côté, Clarence Gagnon, Thoreau MacDonald, Jean Lébédef i Fernand Labelle), trzech ekranizacji (pierwsza, z 1934 r., w reżyserii Juliena Duviviera, z aktorami Jeanem Gabinem i Madeleine Renaud; druga, z 1950 r., będąca luźną adaptacją książki w reżyserii Marka Allégreta; i ostatnia, z 1983 r., w reżyserii Gilles’a Carle’a, z aktorką Carole Laure), a także adaptacji komiksowej, teatralnej, serialowej itd. Napisane zostały także kontynuacje powieści. W roku 1938 Péribonka pozyskała dotacje na budowę muzeum poświęconego pamięci pisarza.
Mówiąc krótko, Marii Chapdelaine nadano niemal mitycznego wydźwięku: dla kanadyjskich frankofonów powieść ilustruje ich walkę o przetrwanie narodu, a dla Francuzów symbolizuje dawną Francję, opartą na wartościach takich jak rodzina i religia.
Sukces powieści niewątpliwie zepchnął w cień nowele Hémona, które jako jedyne zostały opublikowane za jego życia; nie było im dane zyskać chwały, na którą zasłużyły. Pierre-Marc Orlan okrzyknął Lizzie Blakeston jedną z najlepszych nowel literatury francuskiej. Le Dernier soir, zbiór nowel opublikowany w 2013, uchronił przed zapomnieniem wiele dzieł pisarza. Hémona inspirowała podobna tematyka, co Maupassanta: woda (La Rivière), noc (Le Dernier soir), lęk (La Peur), a także nędza marginesu społecznego, zarówno francuskiego, jak i londyńskiego, której poświęca jednak więcej współczucia aniżeli Guy de Maupassant. Co ważne, wynajduje nowy gatunek – nowelę sportową i obiera stronę przegranych (La Défaite), nieszczęśników i wykolejeńców. Jego szykowna proza, mimo że czerpała z twórczości poprzedników, cechuje się prawdziwym temperamentem oscylującym pomiędzy realizmem a liryzmem, wzburzeniem a humorem. Należałoby zadać sobie pytanie, co leży u podstaw braku zainteresowania publiki dziełami o cechach takich jak te powyższe.

## Pamięć o pisarzu

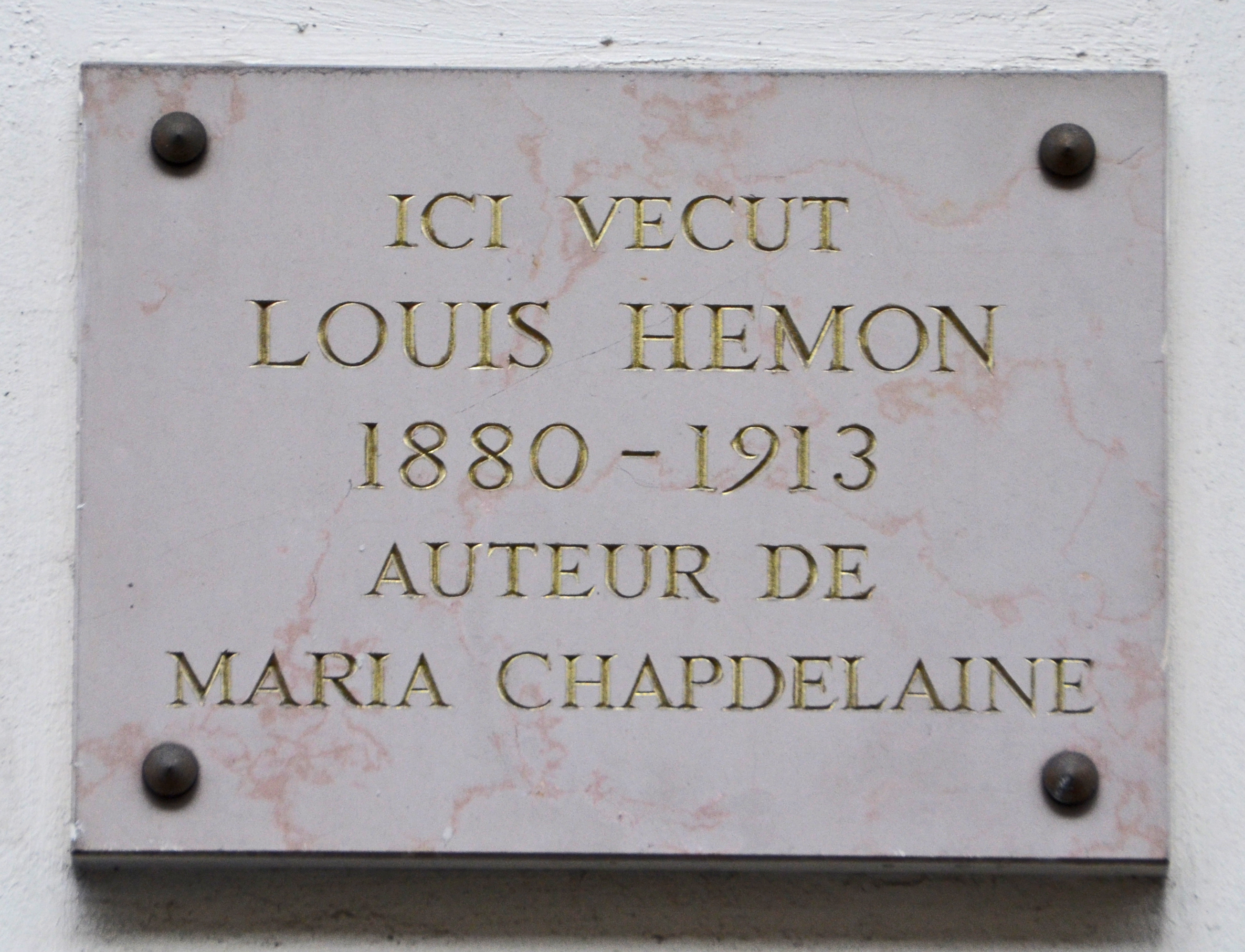
Płyta pamiątkowa na budynku przy ul. Vauquelina 26 w 5. dzielnicy Paryża z napisem: „Tu mieszkał Louis Hémon (1880–1913), autor Marii Chapdelaine”

Muzeum w Péribonce, które wzniesiono w 1938, jest poświęcone jego pamięci.
Jego imieniem nazwano publiczną szkołę średnią w bretońskiej miejscowości Pleyben (Collège Louis Hémon Pleyben).
Jego imieniem nazwano regionalną komisję szkolną w północnej części regionu Saguenay–Lac-Saint-Jean (Commission scolaire Louis-Hémon).
4 lipca 2013 Ministerstwo Kultury i Komunikacji Québecu mianowało Louisa Hémona „osobistością historyczną”.

## Bibliografia

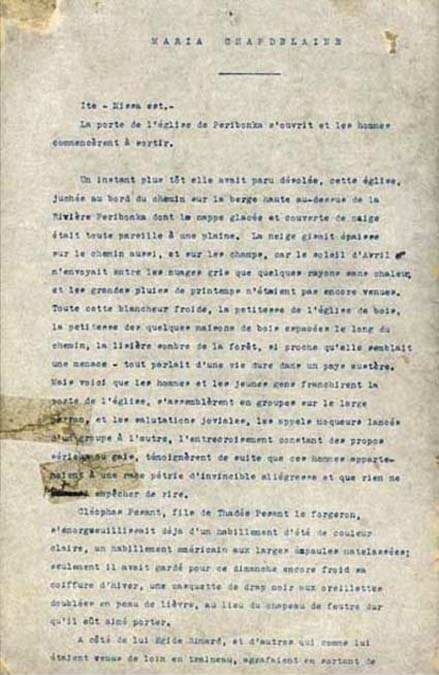
Pierwsza strona maszynopisu Marii Chapdelaine

### Dzieła Louisa Hémona
- Maria Chapdelaine, 1914 (felieton w dzienniku Le Temps), 1916 (książka, wydanie montrealskie) i 1921 (książka, wydanie paryskie); w Polsce wydana w 2012 r. pt. Dom na polanie. Opowieść o Marii Chapdelaine przez Wydawnictwo Diecezjalne Sandomierz (przeł. Kinga Rydzewska)
- La Belle que voilà, 1923
- Colin-Maillard, 1924
- Battling Malone, pugiliste, 1926
- Monsieur Ripois et la Némésis, 1950
- Lettres à sa famille z przedsłowiem Nicole Deschamps, 1968
- Récits sportifs z przedsłowiem Auréliena Boivina, 1982
- Itinéraire de Liverpool à Québec z przedsłowiem Lidii Louis-Hémon i Gilberta Lévesque’a, 1985
- Nouvelles londoniennes z przedsłowiem Chantal Bouchard, 1991
- Écrits sur le Québec z przedsłowiem Chantal Bouchard, 1993
- Œuvres complètes z przedsłowiem Auréliena Boivina, tomy I–III wydane odpowiednio w 1990, 1993 i 1995
- Au pied de la Lettre Louis Hémon, chroniqueur sportif z przedsłowiem Geneviève Chovrelat, 2003
- Cartes et lettres inédites, kartki i listy zebrane przez Pierre’a E. Richarda, Nîmes 2013
- Le dernier soir z przedsłowiem Geneviève Chovrelat, 2013

### Dzieła nt. twórczości Louisa Hémona
- Louvigny de Montigny, La Revanche de Maria Chapdelaine, Montreal 1937
- Alfred Ayotte, Victor Tremblay, L’Aventure Louis Hémon, Montreal 1974
- Nicole Deschamps, Raymonde Héroux, Normand Villeneuve, Le mythe de Maria Chapdelaine, Montreal 1980
- Gilbert Lévesque, Louis Hémon, aventurier ou philosophe ? Montreal 1980
- Colloque Louis Hémon, Quimper 1986.
- Vigh Àrpàd, L’Écriture Maria Chapdelaine : Le style de Louis Hémon et l’explication des québécismes, Québec 2002
- Geneviève Chovrelat, Louis Hémon. La vie à écrire, Louvain, Paryż 2003
- Paul Bleton, Mario Poirier, Le vagabond stoïque, Montreal 2004